# Ura-nagaone
Ura-nagaone (japanisch 裏長尾根 ‚Hinterer langer Grat‘) ist ein Gebirgskamm im ostantarktischen Königin-Maud-Land. Er ragt am östlichen Ausläufer der Belgica Mountains auf.
Japanische Wissenschaftler erstellten 1976 Luftaufnahmen, nahmen zwischen 1979 und 1980 Vermessungen vor und benannten ihn im Jahr 1981.